# Barbara Stock
Barbara Stock (n. 26 mai 1956, Los Angeles, California, SUA) este o actriță americană, care a interpretat rolul Liz Adams în filmul serial Dallas, distribuit de către CBS în perioada 1990-1991.